# Earl Robinson
Earl Hawley Robinson (Seattle, 2 juli 1910 – aldaar, 20 juli 1991) was een Amerikaanse zanger, songwriter en componist.

## Biografie
Robinson leerde als kind viool, altviool en piano spelen en studeerde compositie aan de University of Washington, waar hij in 1933 zijn Bachelor of Music en de leerlicentie verwierf. In 1934 verhuisde hij naar New York, waar hij studeerde bij Hanns Eisler en Aaron Copland. Hij behoorde in de periode van de Grote Depressie tot de medewerkers aan het Federal Theater Workshop van de WPA, werkte actief mee in de antifacistische beweging en was de muzikale leider van het door communisten geleide zomerkamp Camp Unity in het achterland van New York. Tijdens de jaren 1940 schreef hij filmmuziek in Hollywood, maar werd echter in het McCarthy-tijdperk op de zwarte lijst gezet.  Aangezien hij in Hollywood niet meer kon werken, ging hij terug naar New York, waar hij het muzikale programma van de Elisabeth Irwin High School leidde.
Tot Robinsons muzikale invloeden behoren de zangers Paul Robeson, Leadbelly en Amerikaanse folkmuziek. Hij componeerde de cantate Ballad for Americans (tekst van John La Touche), die tot een handelsmerk werd van Paul Robeson. Ze werd ook ingespeeld door Bing Crosby. Andere door Robinson gecomponeerde songs zijn The House I Live In (een hit van Frank Sinatra, 1945), Joe Hill (op een gedicht van Alfred Hayes, later ingespeeld door Joan Baez en gebruikt in de gelijknamige film), een muzikaal gedicht op het leven en de dood van Abraham Lincoln met de titel Lonesome Train en Black and White ter gelegenheid van de festiviteiten van het vonnis in de zaak Brown v. Board of Education, ingespeeld door Three Dog Night. Tot zijn latere werken behoren een banjoconcert en een pianoconcert met de titel The New Human.
Tijdens meerdere jaren doceerde Robinson muziek aan de Elisabeth Irwin High School in New York, waar hij het orkest en het koor leidde. Zijn op de inleiding van de grondwet van de Verenigde Naties gebaseerde cantate werd in 1962 en 1963 in New York door het koor van de Elisabeth Irwin High School en het Greenwich Village Symphony Orchestra opgevoerd.
De jazzklarinettist Perry Robinson is zijn zoon.

## Overlijden
Earl Robinson overleed in juli 1991 op 81-jarige leeftijd aan de gevolgen van een auto-ongeluk.
- Biblioteca Nacional de España: XX1636696
- Bibliothèque nationale de France: cb13940741g (data)
- Gemeinsame Normdatei: 128349018
- International Standard Name Identifier: 0000 0001 2148 4639
- Library of Congress Control Number: n84007927
- Nationale Bibliotheek van Letland: 000068731
- MusicBrainz: bdd9f8ea-c3d6-450a-80a0-5cf9bf178dfa
- Nationale Bibliotheek van Tsjechië: xx0144380
- Nationale Bibliotheek van Israël: 987007603853505171
- Nationale Bibliotheek van Polen: a0000002885024
- SNAC: w6p56d1f
- Système universitaire de documentation: 080601979
- Virtual International Authority File: 115418748
- WorldCat: E39PBJpPGxBCgBfbTpBg7yCqQq